# 桑坦德和坎塔布里亚现代和当代艺术博物馆
桑坦德和坎塔布里亚现代和当代艺术博物馆（西班牙語：Museo de Arte Moderno y Contemporáneo de Santander y Cantabria，MAS）是西班牙桑坦德的一个艺术博物馆。今天，博物馆专注于现代和当代艺术。

## 历史
桑坦德市立图书馆和博物馆（Biblioteca y Museo Municipales）创建于1907年，于1908年2月6日开放。早期的收藏品陈列在桑坦德市议会大楼的一个房间里，包括绘画、雕塑和许多其他物品。有些来自考古遗址，也有与自然历史和民族学有关的物品。
1923年，该市为图书馆和博物馆建造一座新建筑，由莱昂纳多·鲁卡巴多设计。从1941年开始，图书馆搬出大楼，博物馆接管了整座建筑，保留了绘画和雕塑，但将考古、自然历史和民族学藏品交给桑坦德和坎塔布里亚地区的其他博物馆。博物馆于1947年11月3日重新开放，改名为市立绘画博物馆（Museo Municipal de Pinturas）。1957年，博物馆再次改名为桑坦德市立美术馆（Museo Municipal de Bellas Artes de Santander）。
1978年至1993年，博物馆收藏了年轻艺术家，特别是坎塔布里亚长大的艺术家的作品。博物馆内部也进行了维修和更新。博物馆越来越专注于现代和当代艺术。2011年，该博物馆更名为桑坦德和坎塔布里亚现代和当代艺术博物馆（Museum de Arte Moderno y Contemporáneo de Santander y Cantabria）。

## 收藏

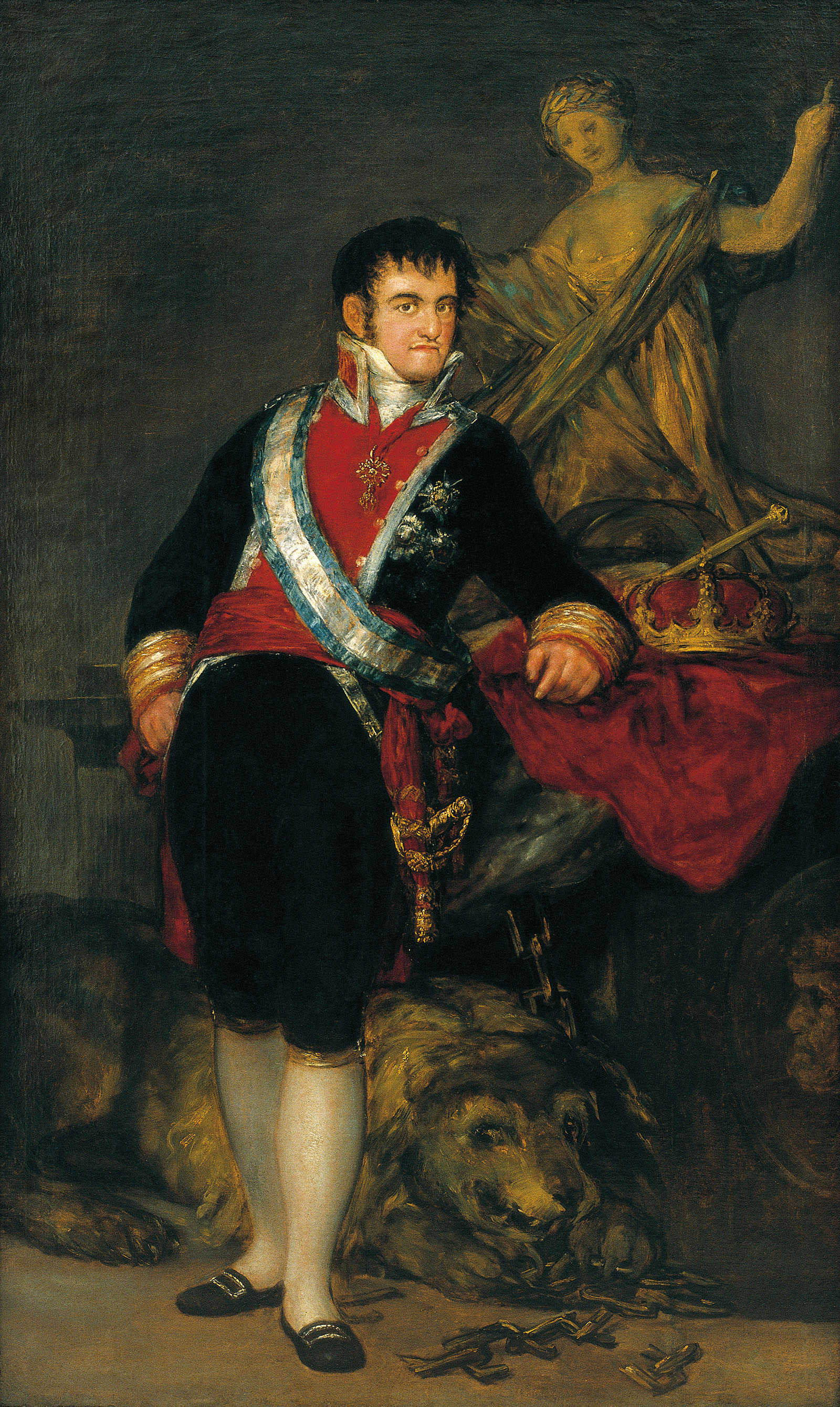
Ferdinand VII by Goya

博物馆有1870件艺术品—绘画、雕塑、摄影、雕刻等。其中约100件作品是由16、17和18世纪的西班牙、佛兰芒和意大利艺术家创作的。其余的都是从19世纪末到21世纪的作品。博物馆的大部分作品是由西班牙艺术家创作的。大约有150件外国艺术家的作品。其中有意大利当代艺术家翁贝托·佩蒂尼奇奥的《公牛之死》（La muerte del toro）。、毕加索的蚀刻版画。博物馆里最著名的作品是弗朗西斯科·戈雅的费尔南多七世的肖像。